# Tête de Lantsenaire
La tête de Lantsenaire en Suisse, aussi appelée tête de Lanche Noire ou Cornette de Dessous en France, est un sommet des Alpes culminant à 2 346 ou 2 350 mètres d'altitude,. La frontière entre la France et la Suisse passe à son sommet,.
Le sommet est situé sur l'arête descendant des Cornettes de Bise à 2 431 ou 2 432 mètres d'altitude au sud et finissant au nord au col d'Ugeon à 2 017 mètres d'altitude via la dent du Loup à 2 151 mètres d'altitude,.

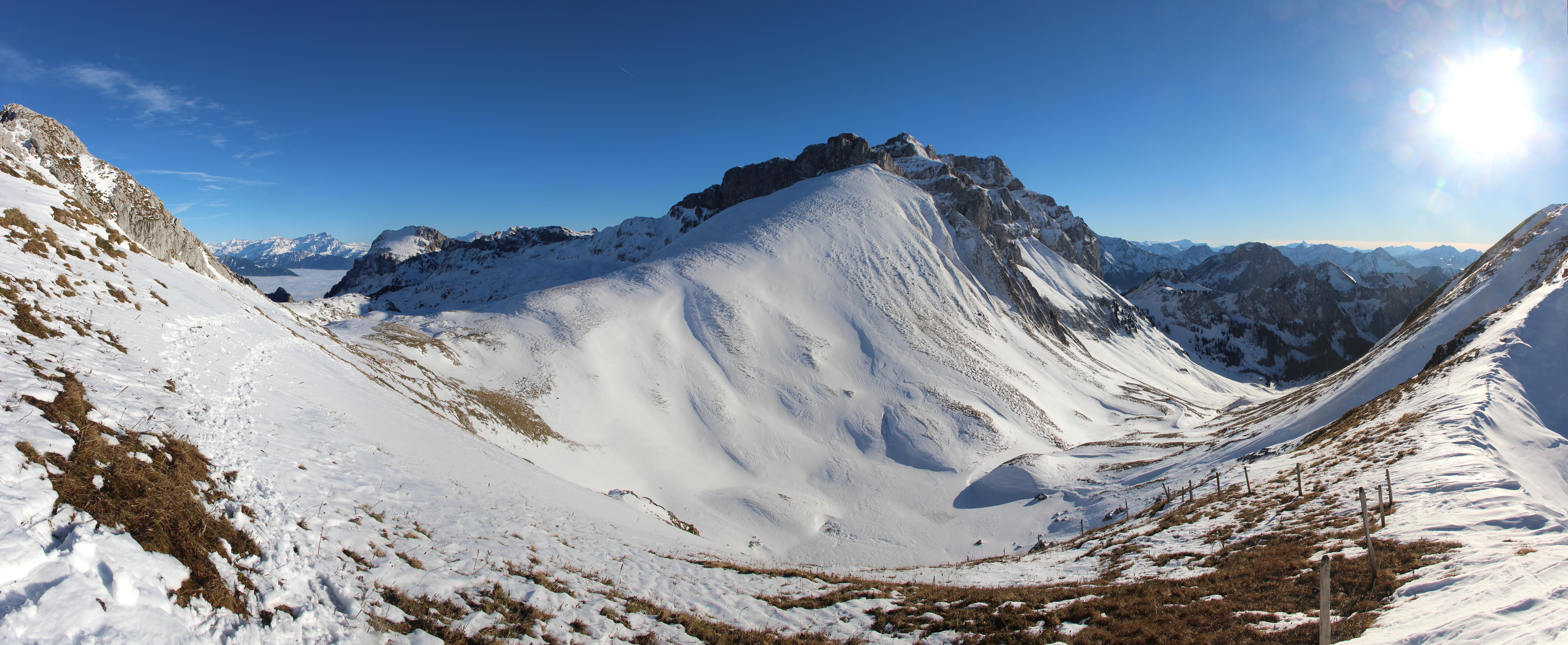
Vue depuis le pied de la dent du Lan au nord des Cornettes de Bise avec devant la tête de Lantsenaire ; à leurs pieds le col d'Ugeon (à gauche) et le marais d'Ugeon (à droite).

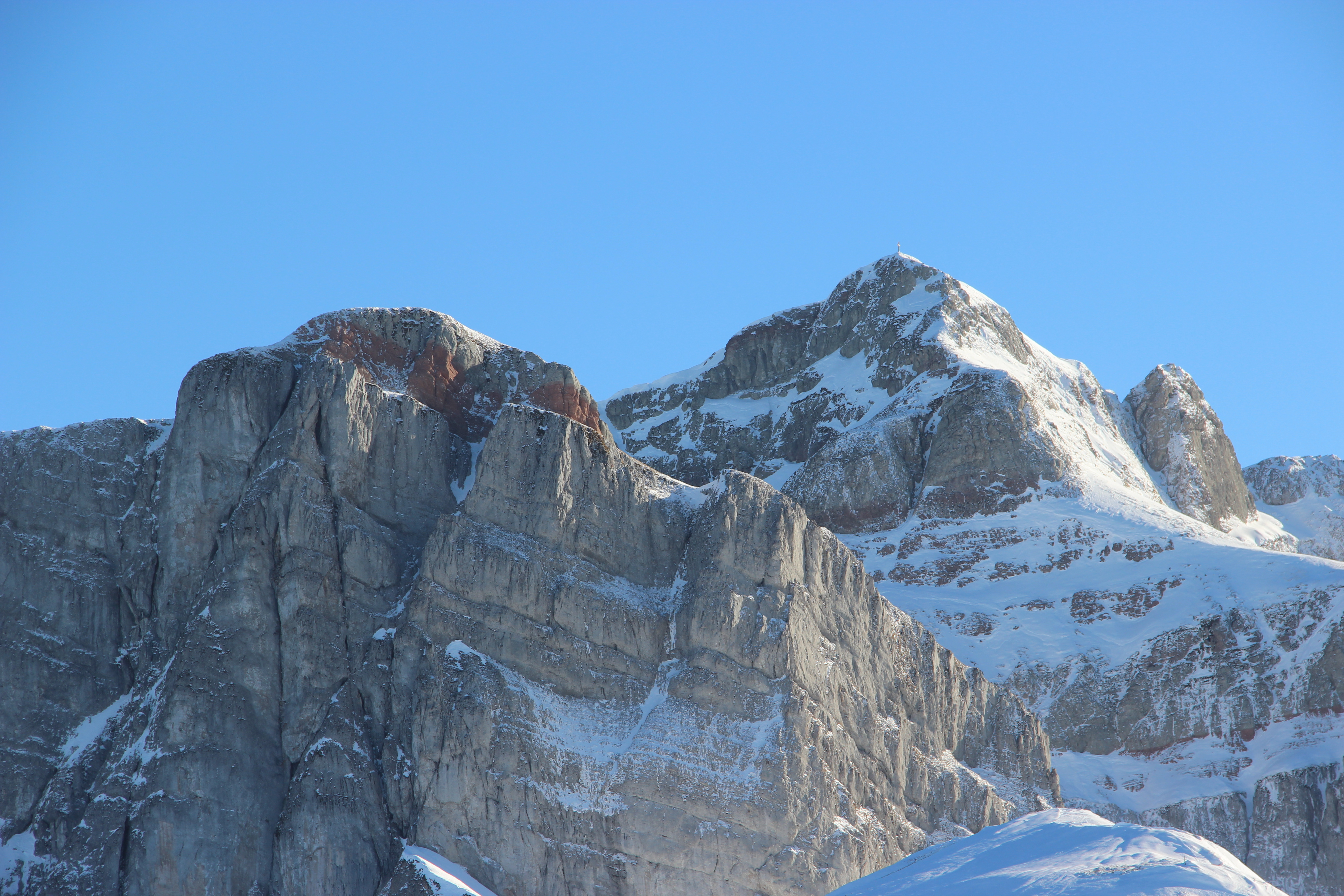
Vue depuis la France au nord-ouest de la tête de Lantsenaire (au premier plan) et des Cornettes de Bise (au dernier plan).